# Chambolle-Musigny
Chambolle-Musigny è un comune francese di 329 abitanti situato nel dipartimento della Côte-d'Or nella regione della Borgogna-Franca Contea.

## Amministrazione

### Gemellaggi
- Schwabenheim an der Selz, dal 1966

Paese nella Rheinhessen provincia di Magonza, capitale della Renania. Il piccolo centro, prevalentemente agricolo e con molti ettari di vigneto, conta 2 520 abitanti, 9,49 chilometri quadrati di superficie (per una densità di 266 abitanti) e un'altitudine di 140 metri sul livello del mare.

## Società

### Evoluzione demografica
Abitanti censiti